# Мацкевич Олександр Григорович
Олекса́ндр Григо́рович Мацке́вич (Авсалім Гіршевич, 26 жовтня 1916, Тимковичі, Мінська губернія — 16 жовтня 2004, Хайфа) — український, радянський шахіст, майстер спорту СРСР (1991), срібний призер чемпіонату України 1954 року, заслужений тренер УРСР.

## Біографія
Олександр Мацкевич займався шахами в клубі ім. Першої п'ятирічки в Ленінграді (тренер Проскурін). Закінчив Московський хіміко-технологічний інститут хлібопекарської промисловості. Під час німецько-радянської війни брав участь в обороні Ленінграда, був важко поранений.
З 1943 року проживав в евакуації у Томську. У 1946 році посів друге місце у чемпіонаті Кемеровської області. Тоді ж переїхав на постійне проживання у Харків. Багаторазовий учасник місцевих турнірів, п'ятиразовий переможець чемпіонатів Харкова (1949—1952, 1958).
Учасник фінальних турнірів чемпіонатів України, найкращий результат показав у 1954 році розділивши 2-4 місця спільно з Едуардом Гуфельдом та Юхимом Коганом.
Переможець чвертьфінального турніру чемпіонату СРСР (1949), учасник півфінальних турнірів чемпіонату СРСР (1950, 1956). Проте жодного разу йому не вдалося пройти у фінальні турніри першості СРСР.
Олександр Мацкевич, знаний також, як шаховий тренер. Працював у Харківському палаці піонерів, заслужений тренер УРСР. Серед його вихованців — гросмейстери Анатолій Мачульський, Олександр Чернін, Михайло Гуревич, Михайло Бродський, міжнародні майстри Девіс Годес, Олександр Вайсман, Ольга Андреєва, (чотириразова чемпіонка України), майстри Михайло Штейнберг, Ігор Калинський, Рафаїл Кловський, Борис Хануков, Семен Губницький, Ілля Мікляєв.
У 1994 році переїхав на постійне проживання в Ізраїль.

## Турнірні результати

### Результати виступів у чемпіонатах України
Олександр Мацкевич зіграв у 4 фінальних турнірах чемпіонатів України, набравши при цьому 35 очок із 71 можливого (+27-28=16).
| Рік  | Місто | Турнір                 | +  | −  | = | Результат | Місце |
| ---- | ----- | ---------------------- | -- | -- | - | --------- | ----- |
| 1950 | Київ  | 19-й чемпіонат України | 1  | 11 | 5 | 3½ з 17   | 18    |
| 1954 | Київ  | 23-й чемпіонат України | 10 | 4  | 4 | 12 з 18   | — 4   |
| 1955 | Київ  | 24-й чемпіонат України | 7  | 6  | 4 | 9 з 17    | 9     |
| 1956 | Київ  | 25-й чемпіонат України | 9  | 7  | 3 | 10½ з 19  | 6 — 9 |

### Інші турніри
| Рік  | Місто     | Турнір                            | +  | −  | = | Результат | Місце  |
| ---- | --------- | --------------------------------- | -- | -- | - | --------- | ------ |
| 1946 |           | Чемпіонат Кемеровської області    |    |    |   |           | Silver |
| 1947 | Харків    | Чемпіонат Харкова                 |    |    |   | 5½ з 15   | 11     |
| 1949 | Харків    | Чемпіонат Харкова                 |    |    |   | 12 з 15   | — 2    |
|      | Харків    | Чвертьфінал 18-го чемпіонату СРСР |    |    |   | 9½ з 15   | 1 — 2  |
| 1950 | Харків    | Чемпіонат Харкова                 |    |    |   | 9 з 11    | Gold   |
|      | Ленінград | Півфінал 18-го чемпіонату СРСР    | 3  | 8  | 4 | 5 з 15    | 15     |
| 1951 | Харків    | Чемпіонат Харкова                 |    |    |   | з 13      | Gold   |
| 1952 | Харків    | Чемпіонат Харкова                 |    |    |   | 11 з 14   | Gold   |
| 1953 | Харків    | Чемпіонат Харкова                 |    |    |   | 10 з 15   | Silver |
| 1956 | Харків    | Півфінал 24-го чемпіонату СРСР    | 3  | 12 | 3 | 4½ з 18   | 19     |
| 1957 | Харків    | Чемпіонат Харківської області     | 10 | 3  | 2 | 11 з 15   | — 3    |
| 1958 | Харків    | Чемпіонат Харкова                 |    |    |   | 9½ з 13   | — 2    |